# 결합 상수
물리학에서 결합 상수(結合常數, 영어: coupling constant)는 어떤 물리적 상호작용의 세기를 나타내는 상수다. 예를 들자면, 전자기 상호작용의 결합상수는 미세 구조 상수 (기본 전하), 약한 상호작용의 결합상수는 페르미 상수, 중력의 결합상수는 중력상수다.

## 결합 상수와 재규격화
결합 상수는 양자장론에서 이론이 재규격화할 수 있는지를 결정한다. 자연단위계 ({\displaystyle c_{0}=\hbar =1})에서, 결합상수가 (질량 단위로) 양의 차원 (즉 [질량]n, n>0)의 단위를 가지면 이론은 초(超, super-)재규격화가능하고, 결합상수가 무차원이면 이론은 재규격화가능하고, 결합상수가 음의 차원을 가지면 이론은 재규격화할 수 없다.
예를 들어, 중력상수는 국제단위계로 단위가 N·(m/kg)²인데, 자연단위계로 적으면 [질량]−1으로 음의 차원을 가진다. 따라서 일반상대론은 재규격화할 수 없다.
재규격화군 이론으로 낮은 에너지에서의 유효이론을 계산하면, 대개 결합상수가 양의 차원을 가진 상호작용은 그 세기가 점점 세지며, 무차원인 경우는 그대로, 음의 차원의 경우는 점점 약해진다. 따라서 낮은 에너지에서는 재규격화가능한 현상만 남는다.

## 같이 보기
- 재규격화, 차원 조절
- 양자장론(특히 양자 전기역학, 양자 색역학)
- 재규격화군
- 베타 함수

## 참고 문헌
- M. Peskin and D. Schroeder, An introduction to quantum field theory, ISBN 0-201-50397-2

1. ↑  http://isites.harvard.edu/fs/docs/icb.topic473482.files/22-nonrenormalizable.pdf%5B깨진+링크(과거+내용+찾기)%5D